# Cucullia pullata
Cucullia pullata är en fjärilsart som beskrevs av Moore 1881. Cucullia pullata ingår i släktet Cucullia och familjen nattflyn. Inga underarter finns listade i Catalogue of Life.